# Alarm Forest
Alarm Forest ist ein Distrikt und eine Ansiedlung auf St. Helena. Der Distrikt Alarm Forest hat 394 Einwohner (Stand 2021) auf einer Fläche von 5,44 Quadratkilometern.
Als einziger Distrikt der Insel hat er keinen Zugang zum Meer. Er wurde Anfang der 1990er Jahre aus Teilen der Distrikte Jamestown und Longwood gebildet. Hauptansiedlung ist das gleichnamige Alarm Forest mit der nahe an Jamestown gelegenen Teilansiedlung Briars Village.
Ein Teil des Distrikts, inklusive des Grabs von Napoleon, der bis 1840 hier bestattet lag, ist in französischem Besitz. Touristisch interessant ist zudem der Heart Shaped Waterfall.

## Infrastruktur
In Alarm Forest befinden sich die Kommunikationseinrichtungen von Sure South Atlantic, dem einzigen Internet-, Fernseh- und Telefondienstleister auf der Insel. Mit der St Helena Distillery befindet sich die einzige Destillerie der Insel in Alarm Forest. Sie produziert unter anderem eine Tungi spirit genannte Spezialität aus den Früchten des Feigenkaktus.
Anfang 2014 wurde Alarm Forest aufgrund seiner zentralen Lage als Standort für die neue Hauptfeuerwache der Insel ausersehen. Zwischenzeitlich wurden die Bauarbeiten allerdings eingestellt; es ist nicht absehbar, ob und wann sie wieder aufgenommen werden.

## Sakralbauten
- St. Mary’s Briars Church der Diözese St Helena der Anglican Church of Southern Africa

## Galerie

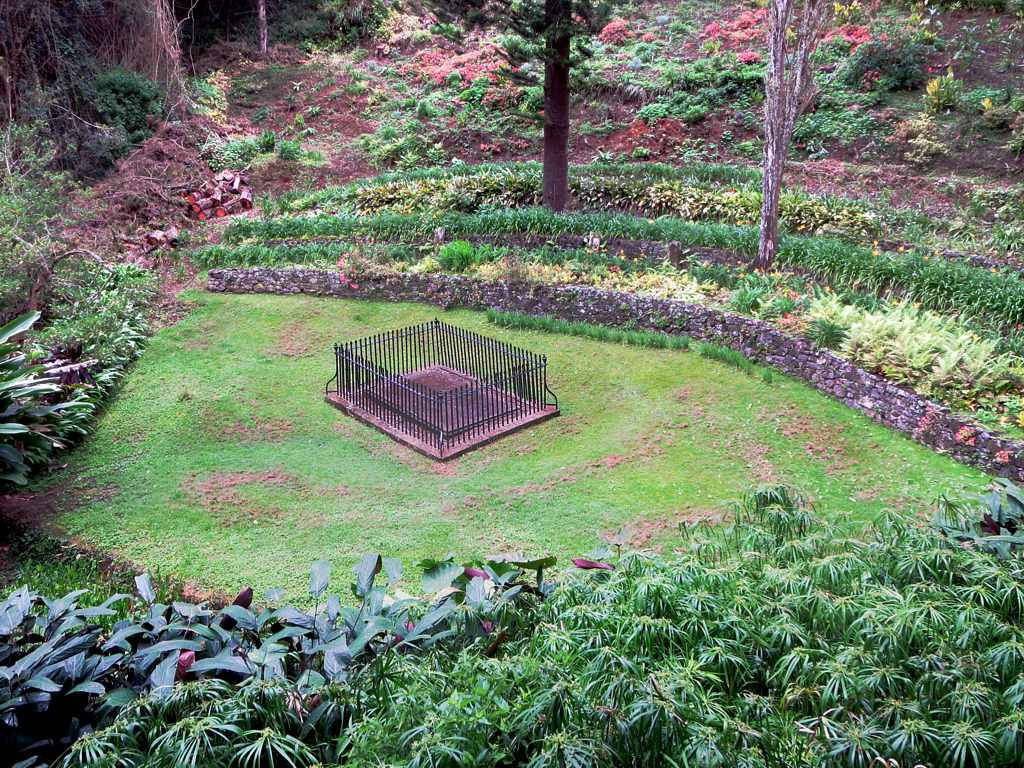
Grab von Napoleon
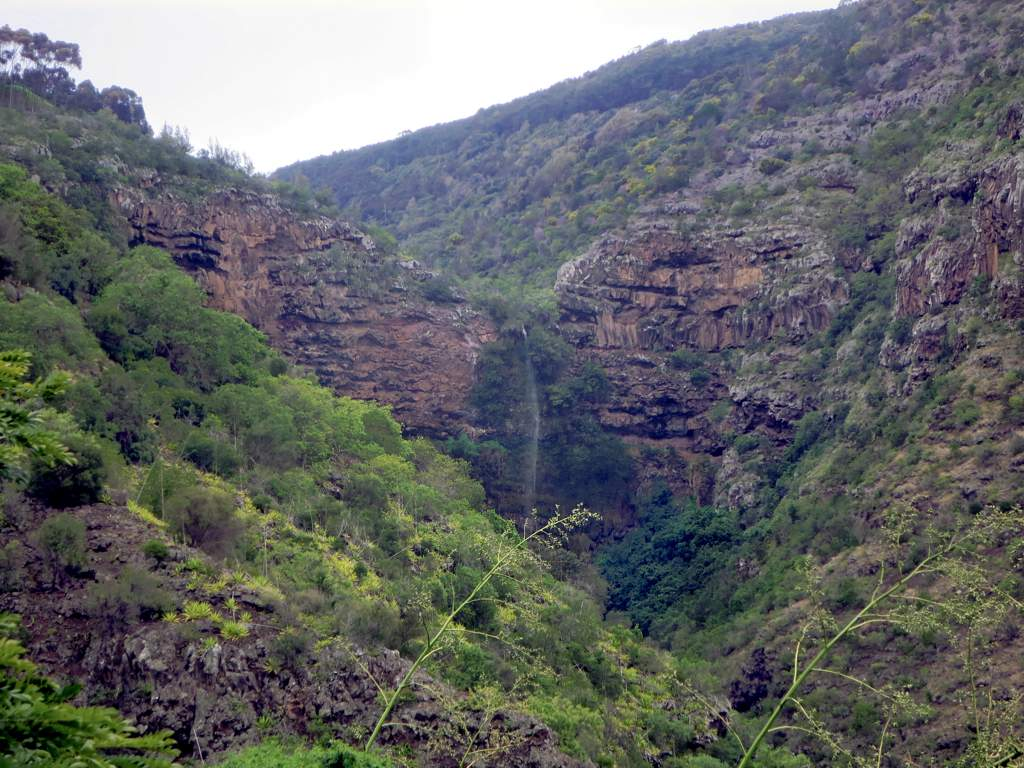
Heart Shaped Waterfall
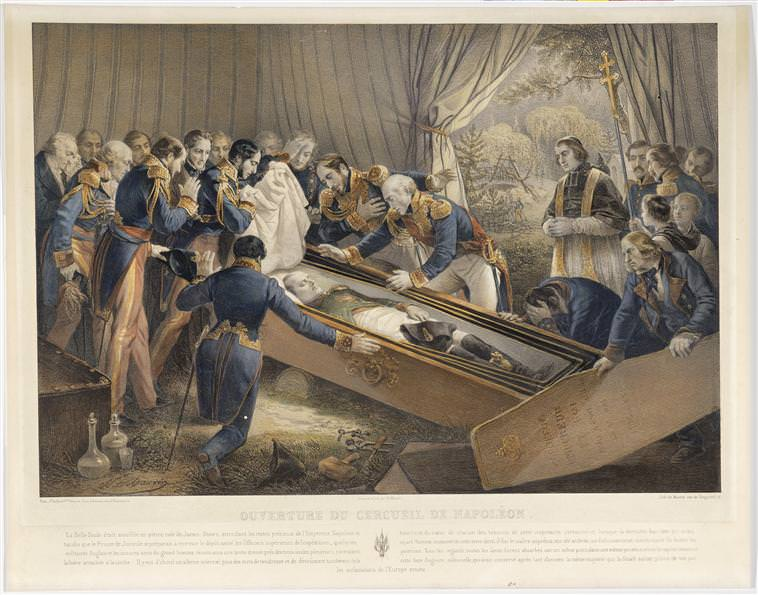
Öffnung von Napoleons Grab vor der Rückführung nach Frankreich 1840